# Trafic de cadavres
Pour les articles homonymes, voir Trafic.
Pour l’article ayant un titre homophone, voir Traffic.

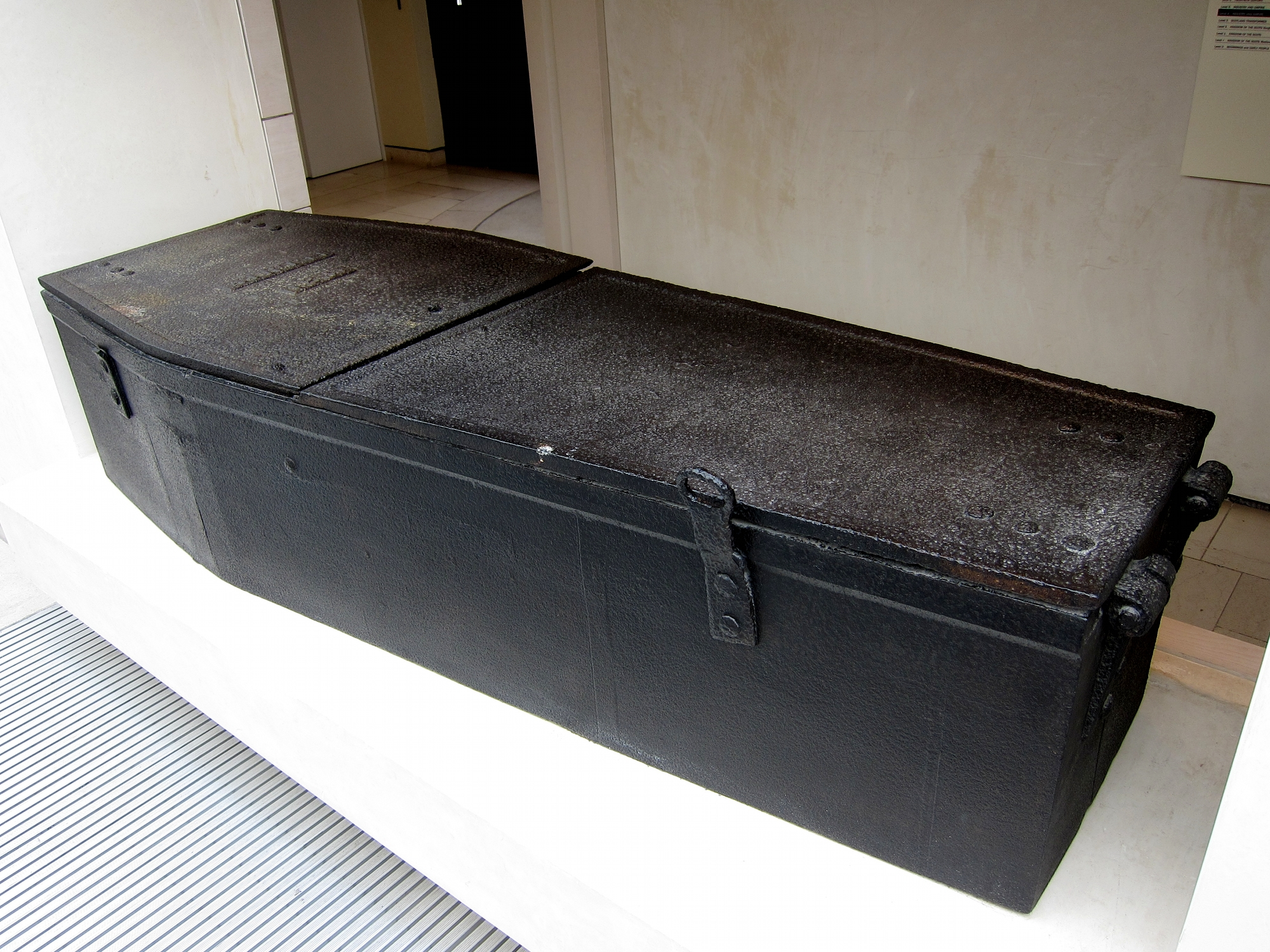
Coffre de protection de cercueils contre les voleurs de cadavres (1831), présenté au Museum of Scotland d'Édimbourg. Le cercueil y était enfermé pendant six semaines.

Le trafic de cadavres est une activité illicite dont l'objectif est la mise à disposition de cadavres humains à ceux qui étudient l'anatomie ou pour en faire des poudres supposées avoir des vertus médicinales. Motivé par l'engouement pour la mummia (en), poudre issue des momies égyptiennes, ou par les dissections publiques pratiquées dans les théâtres anatomiques à compter du milieu du XVIe siècle, il donna lieu à toutes sortes de vols (vol de cadavres de pauvres avant leur inhumation, subtilisation de pendus, détournement de corps morts dans les hôpitaux) et de commerces dont on trouve des traces nombreuses dans la littérature de l'époque, notamment la violation de sépultures par des mercenaires payés par les anatomistes les plus fortunés (tel Vésale ou Gunther von Hagens dont la provenance des cadavres pour son exposition Body Worlds prête à controverse) voire des crimes pour vendre le corps à l'anatomiste. Un moyen de se prémunir contre ce trafic pour les familles du défunt était de prolonger la veillée funèbre afin que la putréfaction du cadavre rende difficile voire impossible son utilisation par les anatomistes.
En France, la violation des sépultures pouvait entraîner une peine d'emprisonnement d'un an et une forte amende.
Le trafic de cadavres se distingue du trafic de condamnés à mort dont l'exécution pouvait consister en une vivisection humaine. S'ils en réchappaient, ils étaient graciés, à l'instar des condamnés qui survivaient à la pendaison. L'anatomiste Jean Riolan raconte que son père ou lui-même ont vu des pendus « ressuscités » sur la table de dissection. Ce trafic de condamnés fit l'objet de pratiques cyniques avec des condamnés qui étaient plusieurs fois exécutés pour ne pas être graciés et que leur corps fût mis à disposition des prosecteurs.

## Expositions
Bodies: The Exhibition est une exposition itinérante, présentant des cadavres chinois. L'origine des cadavres et le consentement des Chinois dont les corps sont présentés ont posé des problèmes dans plusieurs pays où l'exposition est produite. Il existe d'autres expositions similaires, présentant aussi des cadavres de Chinois. Certaines expositions ont été interdites.